# Fetty Wap (album)
Fetty Wap è il primo ed eponimo album in studio del rapper statunitense Fetty Wap, pubblicato nel settembre 2015.

## Tracce
1. Trap Queen – 3:35
2. How We Do Things (featuring Monty) – 3:31
3. 679 – 3:06
4. Jugg (featuring Monty) – 3:20
5. Trap Luv – 3:24
6. I Wonder – 2:57
7. Again – 5:13
8. My Way (featuring Monty) – 3:33
9. Time (featuring Monty) – 4:38
10. Boomin' – 3:15
11. RGF Island – 2:53
12. D.A.M. – 3:45
13. No Days Off (featuring Monty) – 5:04
14. I'm Straight – 2:50
15. Couple Bands – 3:28
16. Rock My Chain (featuring M80) – 4:07
17. Rewind (featuring Monty) – 5:36

## Classifiche
| Classifica (2015) | Posizione massima |
| ----------------- | ----------------- |
| Stati Uniti       | 1                 |